# Gervanç
Gervans és un municipi francès situat al departament de la Droma i a la regió d'Alvèrnia-Roine-Alps. L'any 2007 tenia 524 habitants.

## Demografia

### Població
El 2007 la població de fet de Gervans era de 524 persones. Hi havia 184 famílies de les quals 40 eren unipersonals (8 homes vivint sols i 32 dones vivint soles), 60 parelles sense fills, 80 parelles amb fills i 4 famílies monoparentals amb fills.
La població ha evolucionat segons el següent gràfic:
Habitants censats

### Habitatges
El 2007 hi havia 209 habitatges, 190 eren l'habitatge principal de la família, 6 eren segones residències i 13 estaven desocupats. 189 eren cases i 19 eren apartaments. Dels 190 habitatges principals, 143 estaven ocupats pels seus propietaris, 42 estaven llogats i ocupats pels llogaters i 5 estaven cedits a títol gratuït; 3 tenien una cambra, 5 en tenien dues, 21 en tenien tres, 49 en tenien quatre i 112 en tenien cinc o més. 156 habitatges disposaven pel capbaix d'una plaça de pàrquing. A 82 habitatges hi havia un automòbil i a 96 n'hi havia dos o més.

### Piràmide de població
La piràmide de població per edats i sexe el 2009 era:
| Homes | Edats   | Dones |
| ----- | ------- | ----- |
| 0     | 95 o +  | 0     |
| 0     | 90 a 94 | 0     |
| 0     | 85 a 89 | 0     |
| 4     | 80 a 84 | 0     |
| 12    | 75 a 79 | 8     |
| 0     | 70 a 74 | 8     |
| 12    | 65 a 69 | 12    |
| 4     | 60 a 64 | 12    |
| 4     | 55 a 59 | 8     |
| 28    | 50 a 54 | 16    |
| 12    | 45 a 49 | 28    |
| 16    | 40 a 44 | 16    |
| 32    | 35 a 39 | 16    |
| 12    | 30 a 34 | 16    |
| 4     | 25 a 29 | 4     |
| 20    | 20 a 24 | 12    |
| 20    | 15 a 19 | 12    |
| 16    | 10 a 14 | 8     |
| 20    | 5 a 9   | 8     |
| 16    | 0 a 4   | 12    |

## Economia
El 2007 la població en edat de treballar era de 341 persones, 253 eren actives i 88 eren inactives. De les 253 persones actives 226 estaven ocupades (124 homes i 102 dones) i 27 estaven aturades (13 homes i 14 dones). De les 88 persones inactives 30 estaven jubilades, 30 estaven estudiant i 28 estaven classificades com a «altres inactius».

### Ingressos
El 2009 a Gervans hi havia 206 unitats fiscals que integraven 562 persones, la mediana anual d'ingressos fiscals per persona era de 17.368 €.

### Activitats econòmiques
Dels 29 establiments que hi havia el 2007, 5 eren d'empreses extractives, 1 d'una empresa de fabricació d'altres productes industrials, 6 d'empreses de construcció, 9 d'empreses de comerç i reparació d'automòbils, 2 d'empreses de transport, 2 d'empreses de serveis i 4 d'empreses classificades com a «altres activitats de serveis».
Dels 9 establiments de servei als particulars que hi havia el 2009, 5 eren tallers de reparació d'automòbils i de material agrícola, 1 paleta, 2 guixaires pintors i 1 fusteria.
Dels 2 establiments comercials que hi havia el 2009, 1 era una botiga de més de 120 m² i 1 una botiga de menys de 120 m².
L'any 2000 a Gervans hi havia 21 explotacions agrícoles que ocupaven un total de 180 hectàrees.

## Equipaments sanitaris i escolars
El 2009 hi havia una escola elemental integrada dins d'un grup escolar amb les comunes properes formant una escola dispersa.

## Poblacions més properes
El següent diagrama mostra les poblacions més properes.